# Альфахаюкан
Альфахаюкан (исп. Alfajayucan) — посёлок в Мексике, входит в штат Идальго. Население 1507 человек (на 2010 год).

## История
Город основан в 1847 году .